# 劍星
《劍星》（旧译）是由韓國SHIFT UP公司開發、索尼互動娛樂發行的動作冒險電子遊戲，於2024年4月26日率先登陸PlayStation 5。2025年6月11日登陸PC。

## 遊戲玩法
《劍星》是一款設置在末日後地球的動作冒險遊戲，以第三人稱角度進行的遊戲。戰鬥重點在於掌握敵人的攻擊模式並以精確的時機進行反擊。伊芙的Beta量表透過在戰鬥中格檔和閃避來填充。Beta量表可用於使用如穿刺穿超級護甲和中斷敵人的連擊等技能。伊芙還擁有一個可以透過連續格檔和連擊來補充的Burst量表，可以增加效果和加強攻擊力。遊戲利用PlayStation 5的DualSense控制器提供有關敵人攻擊招式和武器打擊招式的震動反饋感。探索特點包括攀牆和利用繩索擺動來進行地圖環境的移動，玩家能在地圖探索中搜尋收集品以換取伊芙的新造型。遊戲世界內有為伊芙提供支線任務的NPC，可自行判斷選擇接受或忽略這些任務。

## 故事
地球上的人類在一場與名為奈提巴的怪物生物對抗的戰爭中戰敗了，之後人類被驅逐出了地球。為了奪回失去的家園，伊芙和她的小隊從殖居地前往地球，消滅奈提巴並奪回地球。最終，伊芙遇到了一名倖存者亞當，他帶領她前往人類在地球上最後倖存的城市曦安。伊芙隨後與長老奧卡爾接觸並與曦安的居民建立關係，以進一步推進她拯救人類和奪回地球的使命。

## 開發與發行
2019年4月4日，韓國SHIFT UP工作室（由《劍靈》插畫家金亨泰創立）宣布了Project Eve的開發計劃，預計將支援PlayStation 4、Windows和Xbox One，並使用虛幻引擎4開發。 2020年末，工作室展示了一款新遊戲的原型，包括新的遊戲玩法和藝術風格，但未提及任何釋出平台。 2021年9月的PlayStation展示會上，宣布該遊戲將成為PlayStation 5的獨家遊戲，並由索尼互動娛樂出版。  2022年9月的PlayStation State of Play中，遊戲的最終名稱被確定為Stellar Blade，並展示了新的遊戲玩法，原定於2023年發行。 隔天，MONACA宣布參與音樂製作，成員Oliver Good和井上馨太參與此遊戲的音樂製作，這個消息在遊戲發布前被官方重新發文強調。遊戲部分中，角色模型採用3D掃描技術建模，伊芙的模型是基於模特兒申才恩。 敵人奈提巴是由韓國電影怪物設計師Hee-Cheol Jang設計，他將怪物設計製成黏土模型後，再進行3D掃描以創建3D模型。 2023年12月，遊戲延至2024年發行。 在2024年1月時，State of Play宣布遊戲將於4月26日發行。 2024年3月29日，在PlayStation Store全球發布了遊戲的試玩版； 該試玩版於3月8日在美國意外提前發布，但很快被撤下。2025年6月，劍星登陸Windows。
《劍星》因其主角伊芙的性感化外型引發了爭議。根據《Den of Geek》的報導，一些評論認為該遊戲的市場推廣過度依賴伊芙的性吸引力，其中包括暴露的服裝和挑逗性的角色設計，這些元素是遊戲宣傳策略的核心。 此外，這款遊戲在韓國被評為僅限成人，原因是其包含裸露、暴力和性感化的角色設計。 遊戲製作人金亨泰為這些設計選擇辯護，他解釋說，從第三人稱的視角來看，玩家的視線主要是朝向角色的背部，因此強調這種視角觀看時，讓玩家覺得好看遊戲才會受歡迎。 遊戲中的一則塗鴉顯示了「Hard」一詞旁邊是一個「R shop」的標誌，被解讀為種族主義的侮辱。根據Kotaku的報導，這些視覺元素的組合被解讀為暗指N字(歧視黑人的用語)。 索尼表示這是一個無意的疏忽，並指出這已在遊戲發布更新版本中被修正。

## 評價
| 汇总媒体             | 得分   |
| -------------------- | ------ |
| Metacritic           | 81/100 |
| OpenCritic（推荐率） | 82%    |

| 媒体                  | 得分    |
| --------------------- | ------- |
| 4Players              | 84/100  |
| Destructoid           | 8/10    |
| Eurogamer             | 4/5     |
| Game Informer         | 8.75/10 |
| GameSpot              | 8/10    |
| IGN                   | 7/10    |
| Jeuxvideo.com         | 17/20   |
| 个人电脑杂志          | 4.5/5   |
| Shacknews             | 8/10    |
| Video Games Chronicle | 4/5     |

根據評論匯總網站Metacritic的數據，Stellar Blade獲得了評論家的「普遍好評」。 根據OpenCritic的數據，78位評論家中有87%推薦這款遊戲。
遊戲PC版發售3天內，銷量突破100萬份。2025年6月，遊戲個版本總銷量超過300萬份。

## 外部連結
- 官方网站
- 劍星的X（前Twitter）